# インテンショナル・コミュニティ

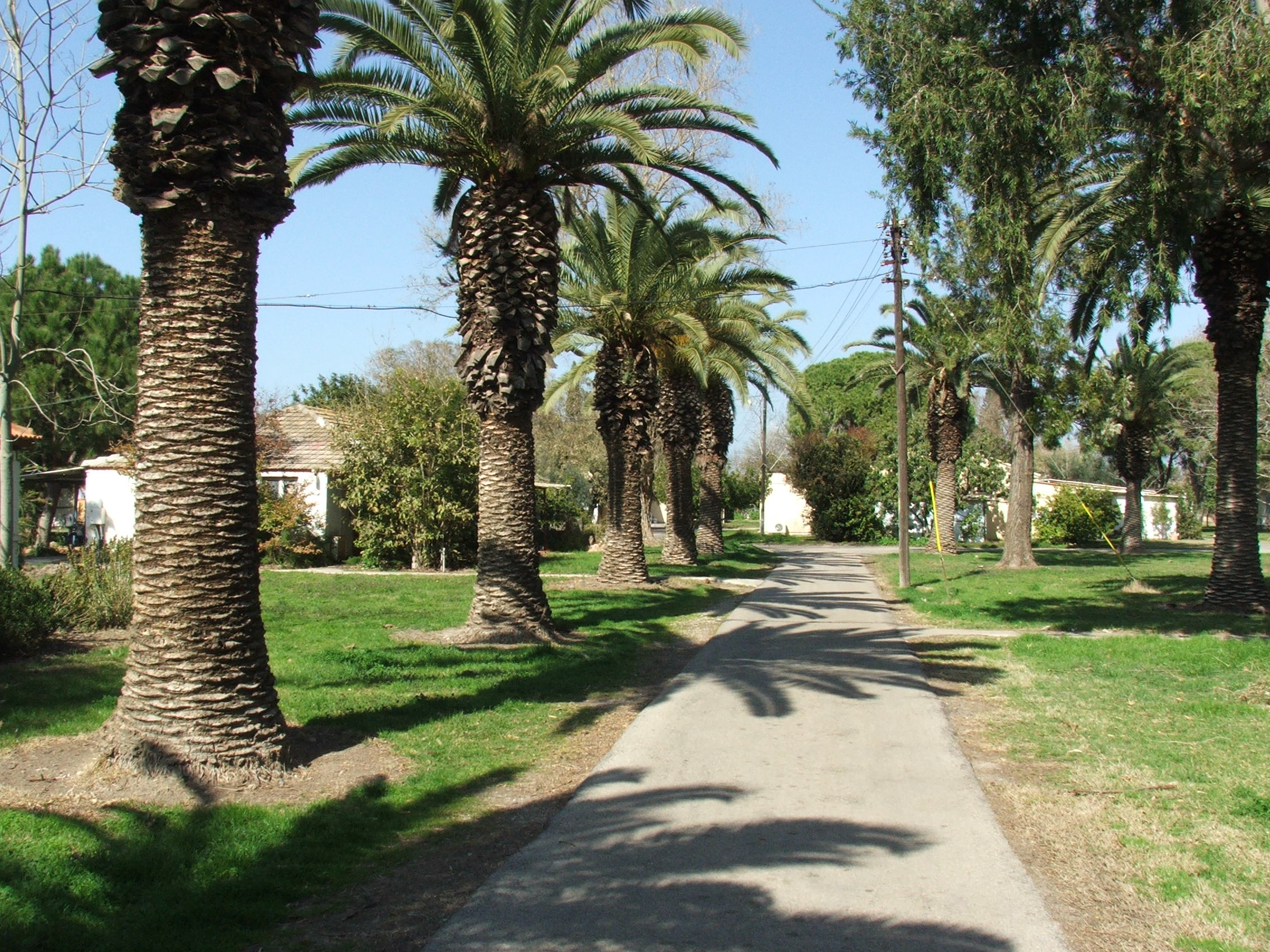
イスラエル北部のキブツ「クファールマサリク」

インテンショナル・コミュニティ（英: intentional community、別訳目的共同体）とは、高度な社会的紐帯とチームワークを持つように企図して設立された居住共同体である。一定の場所を定め「オルタナティヴ」な小集団を形成し、共同の理想と目標をより積極的な実践形態として生きようとする動きを指す。
一般にインテンショナル・コミュニティの成員は社会的、政治的、宗教的、または精神的ビジョンを共有し、一般社会とは異なる独自の様式の生活を送る。責任や資源を共有する場合も多い。
インテンショナル・コミュニティの例としては、集合世帯（collective household）、コウハウジング・コミュニティ、シェアハウス（co-operative living arrangement、coliving）、エコビレッジ、僧院、サバイバリストの隠遁所（retreat）、キブツ、アーシュラマ（ヒンドゥー教行者の隠棲所）、住宅協同組合などがある。インテンショナル・コミュニティの新規構成員は、不動産業者やその土地の所有者ではなく、既存構成員によって選ばれるのが一般的である。

## 特色

### 目的
インテンショナル・コミュニティの目的は共同体ごとに異なる。例としては資源の共有、家族的な近隣関係の構築、エコロジー的に持続可能性ある様式での生活などがある。

### コミュニティのタイプ
インテンショナル・コミュニティは非宗教的なものもあれば、何らかのスピリチュアリティに基づいているものもある。特にスピリチュアリティに基づくコミュニティの場合、食事を集団ですることが多い。一般に平等主義的な価値観が強調される。質素な生活、人間性の回復、自給自足などをテーマにするコミュニティもある。戦争難民、ホームレス、発達障害者など不利な境遇の人々にサービスを提供するコミュニティもある。学習施設や保健施設を運営するコミュニティもある。テネシー州ナッシュビルのコミュニティ「カスタニア」のように、更生プログラムから脱走してきた人々に安全な居所を提供するコミュニティもある。ある地域のある層の人々が被った損害を緩和するための、混合所得地区（mixed-income neighborhood）として機能するコミュニティもある。コペンハーゲンのクリスチャニアのようにミクロネーションとして機能するコミュニティもある。
キリスト教に基づくインテンショナル・コミュニティは、最初期のキリスト教信徒たちの実践を模したいと考える人々で構成されることが多い。こうしたコミュニティの成員は、使徒言行録や山上の垂訓を範とした生活を集団として実践することを目指している。
インテンショナル・コミュニティ協会が1995年に出版した『インテンショナル・コミュニティ総覧』（The Communities Directory, A Comprehensive Guide to Intentional Community）第2号によると、同総覧に掲載されているコミュニティのうち田舎に拠点を持つものが54%、市街地に拠点を持つものが28%、田舎と市街地の両方に拠点を持つものが10%、不明が8%である。

### 成員資格
「正規メンバー」と「仮メンバー」の区別を設けているインテンショナル・コミュニティが多い。一般的な例としては、まずそのコミュニティに興味を持った者がコミュニティを訪れる。選抜委員会またはコミュニティの全員で志望者を面接する。面接に合格した志望者は、一定期間（6ヶ月または1年が多い）仮メンバーとして過ごす。仮メンバー期間が終了したところで再度コミュニティによる評価が行われ、合格した場合は正規メンバーになる。仮メンバーは正規メンバーに比べて投票権や恩典が制限されているのが一般的である。

### ガバナンス
2005年に出版された『インテンショナル・コミュニティ総覧』によると、インテンショナル・コミュニティのガバナンスの形態として最も多いのは合意形成過程または投票を通じて意思決定を行う民主制である（64%）。位階制または専制を採用するインテンショナル・コミュニティは9%、民主制と位階制の混合形態のインテンショナル・コミュニティは11%、不明が16%である。当初特定の個人または小集団によって指導されていたインテンショナル・コミュニティがより民主的なガバナンスに移行する例も多い。